# Giugliano Calcio 1928 2025-2026
Questa voce raccoglie le informazioni riguardanti il Giugliano Calcio 1928 nelle competizioni ufficiali della stagione 2025-2026.

## Stagione
Dopo il decimo posto ottenuto nella stagione 2024-2025, il club milita per la quarta volta consecutiva in serie C, terza divisione calcistica italiana. A fine Giugno rescisse il contratto l'allenatore Bertotto, al suo posto venne scelto Colavitto. Il 13 agosto a Castel di Sangro, i tigrotti hanno disputato un allenamento congiunto con il Napoli terminato 1-1.

## Sponsor e maglie
Lo sponsor tecnico è Legea. Gli sponsor ufficiali sono Renato Mazzamauro e C. S.r.l., Mazzamauro Group S.r.l. e Mazzamauro International S.r.l..
| Casa | Trasferta |

Per i portieri sono disponibili:
| Portiere |

## Rosa
| N. |                    | Ruolo | Calciatore                 |
| -- | ------------------ | ----- | -------------------------- |
| 1  | Italia (bandiera)  | P     | Luca Bolletta              |
| 2  | Italia (bandiera)  | D     | Antonio Scaravilli         |
| 4  | Italia (bandiera)  | C     | Roberto Zammarini          |
| 5  | Italia (bandiera)  | D     | Luigi D'Avino              |
| 6  | Italia (bandiera)  | D     | Alessandro Minelli         |
| 7  | Italia (bandiera)  | C     | Antonio Romano             |
| 8  | Italia (bandiera)  | C     | Roberto De Rosa (capitano) |
| 9  | Brasile (bandiera) | A     | Isaac Prado                |
| 10 | Italia (bandiera)  | A     | Giuseppe Borello           |
| 11 | Camerun (bandiera) | A     | Moussadja Njambè           |
| 15 | Italia (bandiera)  | D     | D'Avino                    |
| 16 | Italia (bandiera)  | P     | Matteo Esposito            |
| 17 | Italia (bandiera)  | A     | G Esposito                 |
| 18 | Italia (bandiera)  | A     | Michele Masala             |
| 19 | Italia (bandiera)  | C     | Genovese                   |
| 21 | Italia (bandiera)  | D     | Francesco De Francesco     |

| N. |                   | Ruolo | Calciatore           |
| -- | ----------------- | ----- | -------------------- |
| 22 | Italia (bandiera) | P     | Antignani            |
| 23 | Italia (bandiera) | D     | Giuliano Laezza      |
| 24 | Italia (bandiera) | D     | Marco Caldore        |
| 25 | Italia (bandiera) | C     | Alessio Minei        |
| 26 | Italia (bandiera) | C     | Luigi Forciniti      |
| 28 | Italia (bandiera) | C     | Mario Prezioso       |
| 33 | Italia (bandiera) | D     | Salvatore La Vardera |
| 32 | Spagna (bandiera) | A     | Ibourahima Baldè     |
| 37 | Italia (bandiera) | D     | Davide Acampa        |
| 44 | Italia (bandiera) | C     | Luciano Peluso       |
| 70 | Italia (bandiera) | A     | Giuseppe D'Agostino  |
| 72 | Italia (bandiera) | A     | Gennaro Esposito     |
| 75 | Italia (bandiera) | C     | Giovanni Aronica     |
| 90 | Italia (bandiera) | A     | Alessio Nepi         |
| 98 | Italia (bandiera) | P     | La Rocca             |
|    | Italia (bandiera) | A     | Andrea De Paoli      |

## Risultati

### Serie C

#### Girone di andata
| Giugliano in Campania 24 agosto 2025, ore 18:00 CEST 1ª giornata | Giugliano | – | Potenza | Stadio Alberto De Cristofaro |

### Coppa Italia Serie C

#### Turni eliminatori
| Arbitro: | Colelli (Ostia Lido) |

|                                         |           |             |
| Nepi 14’ Njambe 60’ Balde 87’ Prado 90’ | Marcatori | 77’ Bertini |

| Giugliano in Campania 29 ottobre 2025 Secondo turno | Giugliano | – | Benevento | Stadio Alberto De Cristofaro |

## Statistiche

### Statistiche di squadra
Statistiche aggiornate al 15 agosto 2025
| Competizione         | Punti | In casa | In casa | In casa | In casa | In casa | In casa | In trasferta | In trasferta | In trasferta | In trasferta | In trasferta | In trasferta | Totale | Totale | Totale | Totale | Totale | Totale | DR |
| Competizione         | Punti | G       | V       | N       | P       | Gf      | Gs      | G            | V            | N            | P            | Gf           | Gs           | G      | V      | N      | P      | Gf     | Gs     | DR |
| -------------------- | ----- | ------- | ------- | ------- | ------- | ------- | ------- | ------------ | ------------ | ------------ | ------------ | ------------ | ------------ | ------ | ------ | ------ | ------ | ------ | ------ | -- |
| Serie C              | -     | -       | -       | -       | -       | -       | -       | -            | -            | -            | -            | -            | -            | -      | -      | -      | -      | -      | -      | -  |
| Coppa Italia Serie C | -     | -       | -       | -       | -       | -       | -       | -            | -            | -            | -            | -            | -            | -      | -      | -      | -      | -      | -      | -  |
| Totale               | -     | -       | -       | -       | -       | -       | -       | -            | -            | -            | -            | -            | -            | -      | -      | -      | -      | -      | -      | -  |

### Andamento in campionato
| Giornata  | 1 | 2 | 3 | 4 | 5 | 6 | 7 | 8 | 9 | 10 | 11 | 12 | 13 | 14 | 15 | 16 | 17 | 18 | 19 | 20 | 21 | 22 | 23 | 24 | 25 | 26 | 27 | 28 | 29 | 30 | 31 | 32 | 33 | 34 | 35 | 36 | 37 | 38 |
| --------- | - | - | - | - | - | - | - | - | - | -- | -- | -- | -- | -- | -- | -- | -- | -- | -- | -- | -- | -- | -- | -- | -- | -- | -- | -- | -- | -- | -- | -- | -- | -- | -- | -- | -- | -- |
| Luogo     |   |   |   |   |   |   |   |   |   |    |    |    |    |    |    |    |    |    |    |    |    |    |    |    |    |    |    |    |    |    |    |    |    |    |    |    |    |    |
| Risultato |   |   |   |   |   |   |   |   |   |    |    |    |    |    |    |    |    |    |    |    |    |    |    |    |    |    |    |    |    |    |    |    |    |    |    |    |    |    |
| Posizione |   |   |   |   |   |   |   |   |   |    |    |    |    |    |    |    |    |    |    |    |    |    |    |    |    |    |    |    |    |    |    |    |    |    |    |    |    |    |

Fonte: Lega Pro
Legenda:

Luogo: N = Campo neutro; C = Casa; T = Trasferta. Risultato: V = Vittoria; N = Pareggio; S = Sconfitta.
- = Turno di riposo.